# Douglas MacLean
Pour les articles homonymes, voir MacLean.
Douglas MacLean est un acteur, scénariste et producteur américain, né le 10 janvier 1890 à Philadelphie (Pennsylvanie) et décédé le 9 juillet 1967 à Beverly Hills, Los Angeles (Californie).

## Biographie
Douglas MacLean est né en 1890 à Philadelphie (Pennsylvanie), son père pasteur est un ami de la famille du président McKinley. Ayant déménagé à Dixon (Illinois) lorsqu'il était adolescent, c'est au Lewis Institute of Technology de Chicago qu'il fait ses études.
En vacances à New York avec un ami, il rencontre le producteur Daniel Frohman qui le pousse à s'inscrire à l'American Academy of Dramatic Arts. À sa sortie, Frohman l'engage pour de petits rôles au théâtre auprès de Maude Adams dans Peter Pan ou The Legend of Leonora. Il joue ensuite dans diverses compagnies et rencontre à cette occasion Faith Cole, qui devient sa première femme.
Il se tourne ensuite vers le cinéma où il travaille en 1918 pour Thomas H. Ince (Fuss and Feathers), William Desmond Taylor (Captain Kidd, Jr. et Johanna Enlists, avec Mary Pickford). En 1919, il joue un marin dans 23 1/2 Hours' Leave, qui a un grand succès et qui lui permet de signer un contrat avec la Paramount. Sa carrière continue alors dans le cinéma muet mais, même si le studio le surnomme « The man with the Million Dollar Smile », il n'atteint pas la notoriété de Buster Keaton ou Harold Lloyd, ses contemporains. Il jouera dans un seul film parlant (Divorce Made Easy, en 1929).
Il devient ensuite scénariste et producteur, d'abord pour RKO, puis pour Paramount.

## Filmographie

### Comme acteur
- 1914 : As Ye Sow de Frank Crane : Révérend John St. John
- 1915 : The Man Who Found Himself de Frank H. Crane : Roy Hudson
- 1916 : Love's Crucible de Emile Chautard : Robert Lawton
- 1916 : A Woman's Power de Robert Thornby : Newt Spooner
- 1917 : Souls in Pawn de Henry King : Karl, Prince von Kondemarck
- 1917 : The Upper Crust de Rollin Sturgeon : Algernon Todd
- 1918 : Bas les masques ! (The Hun Within) de Chester Withey : Frank Douglas
- 1918 : La Petite Vivandière (Johanna Enlists) de William D. Taylor : Capitaine Archie Van Rensaller
- 1918 : Fuss and Feathers de Fred Niblo : Robert Ledyard
- 1918 : The Vamp de Jerome Storm : Robert Walsham
- 1918 : Mirandy Smiles de William C. de Mille : Teddy Lawrence
- 1919 : Happy Though Married de Fred Niblo : Stanley Montjoy
- 1919 : The Homebreaker de Victor L. Schertzinger : Raymond Abbott
- 1919 : Le Trésor (Captain Kidd, Jr.) de William Desmond Taylor : Jim Gleason
- 1919 : La Permission de Teddy (23 1/2 Hours' Leave) de Henry King : Sergent William Gray
- 1920 : Let's Be Fashionable de Lloyd Ingraham : Henry Langdon
- 1920 : The Jailbird de Lloyd Ingraham : Shakespeare Clancy
- 1920 : Mary's Ankle de Lloyd Ingraham : Arthur P. Hampton
- 1920 : What's Your Husband Doing? de Lloyd Ingraham : John P. Widgast
- 1921 : Chickens de Jack Nelson : Deems Stanwood
- 1921 : The Home Stretch de Jack Nelson : Johnny Hardwick
- 1921 : One a Minute de Jack Nelson : Jimmy Knight
- 1921 : Passing Thru de William A. Seiter : Billy Barton
- 1921 : Le Détective improvisé (The Rookie's Return) de Jack Nelson : James Stewart Lee
- 1922 : The Hottentot de James W. Horne : Sam Harrington
- 1923 : Le Groom n° 13 (Bell Boy 13) de William Seiter : Harry Elrod
- 1923 : Le Roi de l'air (Going Up) de Lloyd Ingraham : Robert Street
- 1923 : A Man of Action de James W. Horne : Bruce MacAllister
- 1923 : Mary of the Movies de John McDermott : lui-même
- 1923 : The Sunshine Trail de James W. Horne : James Henry MacTavish
- 1924 : Never Say Die de George J. Crone : Jack Woodbury
- 1924 : The Yankee Consul de James W. Horne : Dudley Ainsworth
- 1925 : Introduce Me de George J. Crone : Jimmy Clark
- 1925 : Seven Keys to Baldpate de Fred C. Newmeyer : William Halowell Magee
- 1926 : Chasseurs, sachez chasser ! (Hold That Lion!) de William Beaudine : Jimmie Hastings
- 1926 : That's My Baby de William Beaudine : Alan Boyd
- 1927 : Let It Rain de Edward F. Cline : Let-it-Rain Riley
- 1927 : Soft Cushions de Edward F. Cline : le jeune voleur
- 1929 : The Carnation Kid de E. Mason Hopper : Clarence Kendall
- 1929 : Divorce Made Easy de Neal Burns (version muette) et Walter Graham (version parlante) : Billy Haskell

### Comme scénariste
- 1931 : Laugh and Get Rich de Gregory La Cava
- 1931 : Caught Plastered de William Seiter
- 1933 : Mama Loves Papa de Norman Z. McLeod
- 1934 : Six of a Kind de Leo McCarey

### Comme producteur
- 1923 : Le Roi de l'air (Going Up) de Lloyd Ingraham
- 1931 : Laugh and Get Rich de Gregory La Cava
- 1931 : Caught Plastered de William Seiter
- 1931 : Too Many Cooks de William Seiter
- 1931 : Cracked Nuts de Edward Cline
- 1932 : Ladies of the Jury de Lowell Sherman
- 1933 : Mama Loves Papa de Norman Z. McLeod
- 1933 : Tillie and Gus de Francis Martin
- 1934 : Melody in Spring de Norman Z. McLeod
- 1934 : Six of a Kind de Leo McCarey
- 1934 : Mrs. Wiggs of the Cabbage Patch de Norman Taurog
- 1934 : La Demoiselle du téléphone (Ladies Should Listen) de Frank Tuttle
- 1935 : Roses de sang (So Red the Rose) de King Vidor
- 1935 : Accent on Youth (en) de  Wesley Ruggles
- 1935 : Two for Tonight de Frank Tuttle
- 1935 : People Will Talk de Alfred Santell
- 1941 : New Wine de Reinhold Schunzel